# De la Pirotechnia
De la Pirotechnia es considera el primer llibre imprès sobre metal·lúrgia que va ser publicat a Europa. Va ser escrit en italià i publicat a Venècia en 1540. L'autor va ser Vannoccio Biringuccio, ciutadà de Siena, Itàlia.
El segon llibre sobre metal·lúrgia, De re metallica, va ser escrit en llatí per Georgius Agricola, i publicat en 1556.

## Traduccions
Tots dos llibres van ser traduïts al francès, a l'espanyol, a l'anglès i a altres llengües, fonamentalment en el segle xx. La traducció a l'anglès (1943) va ser obra de Cyril Stanley Smith, un químic sènior que va pertànyer al Projecte Manhattan, i de Martha Teach Gnudi. Tots dos llibres van ser il·lustrats amb amplis i bells gravats sobre fusta. La traducció de De la Pirotècnia conté extenses notes bibliogràfiques.
Recentment s'ha presentat una edició facsímil, traduïda al castellà, per part de Cercle Científic, amb la col·laboració del Consell Superior de Col·legis d'Enginyers de Mines d'Espanya, a càrrec de José Carrasco Galán, Eleonora Arrigoni i altres autors.